# Gran Premio Eslovenia Istria
El Gran Premio Eslovenia Istria (hasta 2018 Gran Premio Izola) es una carrera ciclista eslovena. Creada en 2014, forma parte del UCI Europe Tour desde ese mismo año, en categoría 1.2. 

## Palmarés
| Año  | Ganador                | Segundo             | Tercero           |           |
| ---- | ---------------------- | ------------------- | ----------------- | --------- |
| 2014 | Christian Delle Stelle | Fabio Chinello      | Fabian Schnaidt   |           |
| 2015 | Gregor Mühlberger      | Primož Roglič       | Paolo Ciavatta    |           |
| 2016 | Jure Golčer            | Markus Eibegger     | Markus Freiberger |           |
| 2017 | Filippo Fortin         | Marko Kump          | Matej Mugerli     |           |
| 2018 | Dušan Rajović          | Daniel Auer         | Matthew Gibson    |           |
| 2019 | Marko Kump             | Paolo Totò          | Davide Gabburo    |           |
| 2020 | cancelada              | cancelada           | cancelada         | cancelada |
| 2021 | Mirco Maestri          | Leonardo Marchiori  | Daniel Smarzaro   |           |
| 2022 | Daniel Auer            | Oliver Stockwell    | Nicolo Buratti    |           |
| 2023 | Bartłomiej Proć        | Alberto Bruttomesso | Anže Skok         |           |
| 2024 | Marcin Budziński       | Max van der Meulen  | Riccardo Zoidl    |           |
| 2025 | Michiel Coppens        | Frits Biesterbos    | Tomasz Budziński  |           |

## Palmarés por países
| País      | Victorias |
| --------- | --------- |
| Italia    | 3         |
| Eslovenia | 2         |
| Austria   | 2         |
| Polonia   | 2         |
| Serbia    | 1         |
| Bélgica   | 1         |